# Andri Guðjohnsen
Andri Lucas Guðjohnsen (ur. 29 stycznia 2002 w Londynie) – islandzki piłkarz grający na pozycji napastnika w klubie KAA Gent.

## Kariera juniorska
Guðjohnsen grał jako junior w FC Barcelona (2010–2013), CF Gavà (2013–2015), RCD Espanyolu (2015–2018) oraz Realu Madryt (2018–2021).

## Kariera seniorska

### Real Madryt Castilla
Guðjohnsen zadebiutował w Realu Madryt Castilla 29 sierpnia 2021 w meczu z Realem Balompédica Linense (przeg. 2:1). Pierwszą bramkę zdobył 3 października 2021 w zremisowanym 2:2 spotkaniu przeciwko CD Atlético Baleares, notując wtedy też asystę. Dla tego klubu piłkarz ten rozegrał 21 meczów strzelając 4 gole.

### IFK Norrköping
Guðjohnsen przeszedł do IFK Norrköping 22 lipca 2022. Debiut dla nich zaliczył 25 lipca 2022 w przegranym 0:2 spotkaniu przeciwko IFK Göteborg. Pierwszego gola strzelił 17 września 2022 w meczu z Kalmar FF (2:2). Ostatecznie w barwach IFK Norrköping zawodnik ten wystąpił 33 razy zdobywając jedną bramkę.

### Lyngby BK
Guðjohnsen został wypożyczony do Lyngby BK 18 sierpnia 2023. Zadebiutował dla nich 20 sierpnia 2023 w meczu z Randers FC (wyg. 1:0). Pierwszą bramkę zdobył 3 września 2023 w zremisowanym 1:1 spotkaniu przeciwko FC Nordsjælland. Łącznie dla Lyngby BK piłkarz ten rozegrał 33 mecze strzelając 15 goli. 17 kwietnia 2024 klub ten wykupił Guðjohnsena na stałe. 2 lipca 2024 sprzedali go jednak do KAA Gent za rekordową wówczas w historii klubu sumę 2,9 mln €.

### KAA Gent
Guðjohnsen przeniósł się do KAA Gent 2 lipca 2024. Debiut dla nich zaliczył 25 lipca 2024 w wygranym 4:1 spotkaniu kwalifikacji do Ligi Konferencji przeciwko Víkingurowi Gøta. Pierwszego gola strzelił 28 lipca 2024 w meczu z KV Kortrijk (wyg. 0:1).

## Kariera reprezentacyjna

### Islandia U-16
Guðjohnsen zadebiutował w reprezentacji Islandii U-16 27 lutego 2017 w meczu z Austrią (2:2). Pierwszą bramkę zdobył 30 lipca 2017 w wygranym 3:0 spotkaniu przeciwko Irlandii Północnej. Łącznie na tym poziomie reprezentacyjnym rozegrał on 7 meczów strzelając 2 gole.

### Islandia U-17
Guðjohnsen zaliczył debiut w kadrze Islandii U-17 27 września 2017 w zremisowanym 2:2 spotkaniu przeciwko Finlandii. Pierwszego gola strzelił 3 października 2017 w meczu z Rosją (wyg. 2:0), notując dublet. Ostatecznie w barwach tej kadry wystąpił on 12 razy zdobywając 8 bramek.

### Islandia U-18
Guðjohnsen rozegrał pierwszy mecz dla reprezentacji Islandii U-18 22 sierpnia 2017. Było to starcie przeciwko Czechom, przegrane przez Islandczyków 0:3. Łącznie na tym poziomie reprezentacyjnym piłkarz ten rozegrał 4 mecze nie strzelając żadnego gola.

### Islandia U-19
Guðjohnsen zaliczył debiut w kadrze Islandii U-19 8 września 2018 w meczu z Albanią (przeg. 1:0). Pierwszą bramkę zdobył 14 listopada 2018 w wygranym 2:1 spotkaniu przeciwko Turcji. Łącznie dla tej kadry rozegrał on 10 meczów strzelając 4 gole.

### Islandia U-21
Guðjohnsen rozegrał pierwszy mecz dla reprezentacji Islandii U-21 16 czerwca 2023. Było to spotkanie przeciwko Austrii, przegrane przez Islandczyków 1:3. Premierowego gola strzelił 12 września 2023 w meczu z Czechami (wyg. 2:1). Ostatecznie w barwach tej reprezentacji zawodnik ten wystąpił 3 razy zdobywając jedną bramkę.

### Islandia
Guðjohnsen zadebiutował w seniorskiej kadrze Islandii 2 września 2021 w meczu z Rumunią (przeg. 0:2). Pierwszą bramkę zdobył 5 września 2021 w zremisowanym 2:2 spotkaniu przeciwko Macedonii Północnej.

## Statystyki

### Klubowe
(aktualne na dzień 18 grudnia 2024)
| Klub                  | Sezon              | Liga               | Liga  | Liga   | Puchar kraju | Puchar kraju | Europa | Europa | Suma  | Suma   |
| Klub                  | Sezon              | Liga               | Mecze | Bramki | Mecze        | Bramki       | Mecze  | Bramki | Mecze | Bramki |
| --------------------- | ------------------ | ------------------ | ----- | ------ | ------------ | ------------ | ------ | ------ | ----- | ------ |
| Realu Madryt Castilla | 2021/22            | Segunda Federación | 21    | 4      | 0            | 0            | –      | –      | 21    | 4      |
| Realu Madryt Castilla | Ogólnie            | Ogólnie            | 21    | 4      | 0            | 0            | 0      | 0      | 21    | 4      |
| IFK Norrköping        | 2022               | Allsvenskan        | 13    | 1      | –            | –            | –      | –      | 13    | 1      |
| IFK Norrköping        | 2022/23            | Allsvenskan        | –     | –      | 4            | 0            | –      | –      | 4     | 0      |
| IFK Norrköping        | 2023               | Allsvenskan        | 16    | 0      | –            | –            | –      | –      | 16    | 0      |
| IFK Norrköping        | Ogólnie            | Ogólnie            | 29    | 1      | 4            | 0            | 0      | 0      | 33    | 1      |
| Lyngby BK             | 2023/24            | Superligaen        | 28    | 13     | 5            | 2            | –      | –      | 33    | 15     |
| Lyngby BK             | Ogólnie            | Ogólnie            | 28    | 13     | 5            | 2            | 0      | 0      | 33    | 15     |
| KAA Gent              | 2024/25            | Eerste klasse      | 16    | 2      | 1            | 0            | 10     | 0      | 27    | 2      |
| KAA Gent              | Ogólnie            | Ogólnie            | 16    | 2      | 1            | 0            | 10     | 0      | 27    | 2      |
| Ogólnie w karierze    | Ogólnie w karierze | Ogólnie w karierze | 94    | 20     | 10           | 2            | 10     | 0      | 114   | 22     |

### Reprezentacyjne
(aktualne na dzień 18 grudnia 2024)
| Reprezentacja      | Rok                | Mecze | Bramki |
| ------------------ | ------------------ | ----- | ------ |
| Islandia U-16      | 2017               | 7     | 2      |
| Ogólnie            | Ogólnie            | 7     | 2      |
| Islandia U-17      | 2017               | 3     | 2      |
| Islandia U-17      | 2018               | 3     | 1      |
| Islandia U-17      | 2019               | 6     | 5      |
| Ogólnie            | Ogólnie            | 12    | 8      |
| Islandia U-18      | 2017               | 2     | 0      |
| Islandia U-18      | 2018               | 2     | 0      |
| Ogólnie            | Ogólnie            | 4     | 0      |
| Islandia U-19      | 2018               | 5     | 2      |
| Islandia U-19      | 2019               | 5     | 2      |
| Ogólnie            | Ogólnie            | 10    | 4      |
| Islandia U-21      | 2023               | 3     | 1      |
| Ogólnie            | Ogólnie            | 3     | 1      |
| Islandia           | 2021               | 6     | 2      |
| Islandia           | 2022               | 6     | 0      |
| Islandia           | 2023               | 6     | 3      |
| Islandia           | 2024               | 12    | 3      |
| Ogólnie            | Ogólnie            | 30    | 8      |
| Ogólnie w karierze | Ogólnie w karierze | 66    | 23     |

| Mecze i gole w reprezentacji | Mecze i gole w reprezentacji | Mecze i gole w reprezentacji | Mecze i gole w reprezentacji | Mecze i gole w reprezentacji | Mecze i gole w reprezentacji | Mecze i gole w reprezentacji | Mecze i gole w reprezentacji                  |
| Islandia U-16                | Islandia U-16                | Islandia U-16                | Islandia U-16                | Islandia U-16                | Islandia U-16                | Islandia U-16                | Islandia U-16                                 |
| Lp.                          | Data                         | Miejsce                      | Gospodarz                    | Gość                         | Wynik                        | Gol                          | Rozgrywki                                     |
| ---------------------------- | ---------------------------- | ---------------------------- | ---------------------------- | ---------------------------- | ---------------------------- | ---------------------------- | --------------------------------------------- |
| 1.                           | 27.02.2017                   | Edynburg                     | Austria U-16                 | Islandia U-16                | 2:2                          |                              | Turniej UEFA                                  |
| 2.                           | 01.03.2017                   |                              | Szkocja U-16                 | Islandia U-16                | 2:1                          |                              | Turniej UEFA                                  |
| 3.                           | 03.03.2017                   |                              | Chorwacja U-16               | Islandia U-16                | 0:0                          |                              | Turniej UEFA                                  |
| 4.                           | 30.07.2017                   | Sandgerði                    | Islandia U-16                | Irlandia Północna U-16       | 3:0                          | Gol                          | Mecz towarzyski                               |
| 5.                           | 01.08.2017                   | Vogar                        | Islandia U-16                | Norwegia U-16                | 1:1                          |                              | Mecz towarzyski                               |
| 6.                           | 03.08.2017                   | Gardur                       | Islandia U-16                | Polska U-16                  | 1:2                          |                              | Mecz towarzyski                               |
| 7.                           | 05.08.2017                   | Reykjavík                    | Islandia U-16                | Finlandia U-16               | 2:2                          | Gol                          | Mecz towarzyski                               |
| Islandia U-17                |                              |                              |                              |                              |                              |                              |                                               |
| Lp.                          | Data                         | Miejsce                      | Gospodarz                    | Gość                         | Wynik                        | Gol                          | Rozgrywki                                     |
| 1.                           | 27.09.2017                   | Kotka                        | Finlandia U-17               | Islandia U-17                | 0:0                          |                              | Mistrzostwa Europy U-17 2018 – eliminacje     |
| 2.                           | 30.09.2017                   | Kouvola                      | Islandia U-17                | Wyspy Owcze U-17             | 2:0                          |                              | Mistrzostwa Europy U-17 2018 – eliminacje     |
| 3.                           | 03.10.2017                   | Kouvola                      | Islandia U-17                | Rosja U-17                   | 2:0                          | Gol · Gol                    | Mistrzostwa Europy U-17 2018 – eliminacje     |
| 4.                           | 07.03.2018                   | Hengelo                      | Holandia U-17                | Islandia U-17                | 2:1                          | Gol                          | Mistrzostwa Europy U-17 2018 – runda elitarna |
| 5.                           | 10.03.2018                   | Uden                         | Islandia U-17                | Turcja U-17                  | 0:3                          |                              | Mistrzostwa Europy U-17 2018 – runda elitarna |
| 6.                           | 13.03.2018                   | Schijndel                    | Islandia U-17                | Włochy U-17                  | 0:1                          |                              | Mistrzostwa Europy U-17 2018 – runda elitarna |
| 7.                           | 20.03.2019                   | Idar-Oberstein               | Islandia U-17                | Słowenia U-17                | 2:1                          |                              | Mistrzostwa Europy U-17 2019 – runda elitarna |
| 8.                           | 23.03.2019                   | Wormacja                     | Niemcy U-17                  | Islandia U-17                | 3:3                          | Gol · Gol · Gol              | Mistrzostwa Europy U-17 2019 – runda elitarna |
| 9.                           | 26.03.2019                   | Idar-Oberstein               | Białoruś U-17                | Islandia U-17                | 1:4                          | Gol                          | Mistrzostwa Europy U-17 2019 – runda elitarna |
| 10.                          | 04.05.2019                   | Dublin                       | Islandia U-17                | Rosja U-17                   | 3:2                          | Gol                          | Mistrzostwa Europy U-17 2019                  |
| 11.                          | 07.05.2019                   | Dublin                       | Islandia U-17                | Węgry U-17                   | 1:2                          |                              | Mistrzostwa Europy U-17 2019                  |
| 12.                          | 10.05.2019                   | Longford                     | Portugalia U-17              | Islandia U-17                | 4:2                          |                              | Mistrzostwa Europy U-17 2019                  |
| Islandia U-18                |                              |                              |                              |                              |                              |                              |                                               |
| Lp.                          | Data                         | Miejsce                      | Gospodarz                    | Gość                         | Wynik                        | Gol                          | Rozgrywki                                     |
| 1.                           | 22.08.2017                   | Czechy                       | Czechy U-18                  | Islandia U-18                | 3:0                          |                              | Mecz towarzyski                               |
| 2.                           | 26.08.2017                   | Czechy                       | Islandia U-18                | Stany Zjednoczone U-18       | 0:4                          |                              | Mecz towarzyski                               |
| 3.                           | 19.07.2018                   | Jełgawa                      | Łotwa U-18                   | Islandia U-18                | 0:2                          |                              | Mecz towarzyski                               |
| 4.                           | 21.07.2018                   | Ekawa                        | Łotwa U-18                   | Islandia U-18                | 1:1                          |                              | Mecz towarzyski                               |
| Islandia U-19                |                              |                              |                              |                              |                              |                              |                                               |
| Lp.                          | Data                         | Miejsce                      | Gospodarz                    | Gość                         | Wynik                        | Gol                          | Rozgrywki                                     |
| 1.                           | 08.09.2018                   | Lushnja                      | Albania U-19                 | Islandia U-19                | 1:0                          |                              | Mecz towarzyski                               |
| 2.                           | 10.09.2018                   | Elbasan                      | Albania U-19                 | Islandia U-19                | 1:4                          |                              | Mecz towarzyski                               |
| 3.                           | 14.11.2018                   | Manavgat                     | Turcja U-19                  | Islandia U-19                | 1:2                          | Gol                          | Mistrzostwa Europy U-19 2019 – eliminacje     |
| 4.                           | 17.11.2018                   | Manavgat                     | Anglia U-19                  | Islandia U-19                | 3:1                          |                              | Mistrzostwa Europy U-19 2019 – eliminacje     |
| 5.                           | 20.11.2018                   | Manavgat                     | Mołdawia U-19                | Islandia U-19                | 1:1                          | Gol                          | Mistrzostwa Europy U-19 2019 – eliminacje     |
| 6.                           | 09.10.2019                   | Valkeakoski                  | Finlandia U-19               | Islandia U-19                | 0:1                          |                              | Mecz towarzyski                               |
| 7.                           | 11.10.2019                   | Valkeakoski                  | Islandia U-19                | Szwecja U-19                 | 1:1 k. 6:5                   | Gol                          | Mecz towarzyski                               |
| 8.                           | 13.11.2019                   | Tessenderlo                  | Belgia U-19                  | Islandia U-19                | 3:0                          |                              | Mistrzostwa Europy U-19 2020 – eliminacje     |
| 9.                           | 16.11.2019                   | Maasmechelen                 | Grecja U-19                  | Islandia U-19                | 2:5                          |                              | Mistrzostwa Europy U-19 2020 – eliminacje     |
| 10.                          | 19.11.2019                   | Tessenderlo                  | Albania U-19                 | Islandia U-19                | 2:4                          | Gol                          | Mistrzostwa Europy U-19 2020 – eliminacje     |
| Islandia U-21                |                              |                              |                              |                              |                              |                              |                                               |
| Lp.                          | Data                         | Miejsce                      | Gospodarz                    | Gość                         | Wynik                        | Gol                          | Rozgrywki                                     |
| 1.                           | 16.06.2023                   | Wiener Neustadt              | Austria U-21                 | Islandia U-21                | 3:1                          |                              | Mecz towarzyski                               |
| 2.                           | 19.06.2023                   | Budapeszt                    | Węgry U-21                   | Islandia U-21                | 0:1                          |                              | Mecz towarzyski                               |
| 3.                           | 12.09.2023                   | Reykjavík                    | Islandia U-21                | Czechy U-21                  | 2:1                          | Gol                          | Mistrzostwa Europy U-21 2025 – eliminacje     |
| Islandia                     |                              |                              |                              |                              |                              |                              |                                               |
| Lp.                          | Data                         | Miejsce                      | Gospodarz                    | Gość                         | Wynik                        | Gol                          | Rozgrywki                                     |
| 1.                           | 02.09.2021                   | Reykjavík                    | Islandia                     | Rumunia                      | 0:2                          |                              | Mistrzostwa Świata 2022 – eliminacje          |
| 2.                           | 05.09.2021                   | Reykjavík                    | Islandia                     | Macedonia Północna           | 2:2                          | Gol                          | Mistrzostwa Świata 2022 – eliminacje          |
| 3.                           | 08.09.2021                   | Reykjavík                    | Islandia                     | Niemcy                       | 0:4                          |                              | Mistrzostwa Świata 2022 – eliminacje          |
| 4.                           | 11.10.2021                   | Reykjavík                    | Islandia                     | Liechtenstein                | 4:0                          | Gol                          | Mistrzostwa Świata 2022 – eliminacje          |
| 5.                           | 11.11.2021                   | Bukareszt                    | Rumunia                      | Islandia                     | 0:0                          |                              | Mistrzostwa Świata 2022 – eliminacje          |
| 6.                           | 14.11.2021                   | Skopje                       | Macedonia Północna           | Islandia                     | 3:1                          |                              | Mistrzostwa Świata 2022 – eliminacje          |
| 7.                           | 06.06.2022                   | Reykjavík                    | Islandia                     | Albania                      | 1:1                          |                              | Liga Narodów UEFA 2022/2023                   |
| 8.                           | 09.06.2022                   | Serravalle                   | San Marino                   | Islandia                     | 0:1                          |                              | Mecz towarzyski                               |
| 9.                           | 13.06.2022                   | Reykjavík                    | Islandia                     | Izrael                       | 2:2                          |                              | Liga Narodów UEFA 2022/2023                   |
| 10.                          | 22.09.2022                   | Mödling                      | Wenezuela                    | Islandia                     | 0:1                          |                              | Mecz towarzyski                               |
| 11.                          | 27.09.2022                   | Tirana                       | Albania                      | Islandia                     | 1:1                          |                              | Liga Narodów UEFA 2022/2023                   |
| 12.                          | 16.11.2022                   | Kowno                        | Litwa                        | Islandia                     | 0:0 k. 5:6                   |                              | Mecz towarzyski                               |
| 13.                          | 08.01.2023                   | Ferreiras                    | Estonia                      | Islandia                     | 1:1                          | Gol                          | Mecz towarzyski                               |
| 14                           | 23.03.2023                   | Zenica                       | Bośnia i Hercegowina         | Islandia                     | 3:0                          |                              | Mistrzostwa Europy 2024 – eliminacje          |
| 15.                          | 26.03.2023                   | Vaduz                        | Liechtenstein                | Islandia                     | 0:7                          | Gol                          | Mistrzostwa Europy 2024 – eliminacje          |
| 16.                          | 16.10.2023                   | Reykjavík                    | Islandia                     | Liechtenstein                | 4:0                          |                              | Mistrzostwa Europy 2024 – eliminacje          |
| 17.                          | 16.11.2023                   | Bratysława                   | Słowacja                     | Islandia                     | 4:2                          | Gol                          | Mistrzostwa Europy 2024 – eliminacje          |
| 18.                          | 19.11.2023                   | Lizbona                      | Portugalia                   | Islandia                     | 2:1                          |                              | Mistrzostwa Europy 2024 – eliminacje          |
| 19.                          | 14.01.2024                   | Fort Lauderdale              | Gwatemala                    | Islandia                     | 0:1                          |                              | Mecz towarzyski                               |
| 20.                          | 18.01.2024                   | Fort Lauderdale              | Honduras                     | Islandia                     | 0:2                          | Gol                          | Mecz towarzyski                               |
| 21.                          | 21.03.2024                   | Budapeszt                    | Izrael                       | Islandia                     | 1:4                          |                              | Mistrzostwa Europy 2024 – eliminacje          |
| 22.                          | 26.03.2024                   | Wrocław                      | Ukraina                      | Islandia                     | 2:1                          |                              | Mistrzostwa Europy 2024 – eliminacje          |
| 23.                          | 07.06.2024                   | Londyn                       | Anglia                       | Islandia                     | 0:1                          |                              | Mecz towarzyski                               |
| 24.                          | 10.06.2024                   | Rotterdam                    | Holandia                     | Islandia                     | 4:0                          |                              | Mecz towarzyski                               |
| 25.                          | 06.09.2024                   | Reykjavík                    | Islandia                     | Czarnogóra                   | 2:0                          |                              | Liga Narodów UEFA 2024/2025                   |
| 26.                          | 09.09.2024                   | Izmir                        | Turcja                       | Islandia                     | 3:1                          |                              | Liga Narodów UEFA 2024/2025                   |
| 27.                          | 11.10.2024                   | Reykjavík                    | Islandia                     | Walia                        | 2:2                          |                              | Liga Narodów UEFA 2024/2025                   |
| 28.                          | 14.10.2024                   | Reykjavík                    | Islandia                     | Turcja                       | 2:4                          | Gol                          | Liga Narodów UEFA 2024/2025                   |
| 29.                          | 16.11.2024                   | Nikšić                       | Czarnogóra                   | Islandia                     | 0:2                          |                              | Liga Narodów UEFA 2024/2025                   |
| 30.                          | 19.11.2024                   | Cardiff                      | Walia                        | Islandia                     | 4:1                          | Gol                          | Liga Narodów UEFA 2024/2025                   |